# PZ Myers
Paul Zachary "PZ" Myers (Kent, Washington, 1957. március 9. –) amerikai biológus, a Minnesotai Egyetem docense, a Pharyngula blog szerzője. Kutatási területe az evolúciós fejlődésbiológia. Az intelligens tervezés és a kreacionizmus egyéb irányzatainak ismert kritikusa.